# Tero Lehterä
Tero Juhani Lehterä (* 21. April 1972 in Espoo) ist ein ehemaliger finnischer Eishockeyspieler und derzeitiger -trainer, der seit 2017 Cheftrainer von Saimaan Pallo aus der Liiga ist. Während seiner aktiven Karriere von 1989 bis 2007 spielte er unter anderem für die Espoo Blues, Jokerit und HPK Hämeenlinna in der SM-liiga, die Malmö Redhawks in der Elitserien sowie die Füchse Duisburg in der Deutschen Eishockey Liga. Sein Neffe Jori ist ebenfalls Eishockeyspieler.

## Karriere
Tero Lehterä begann seine Karriere als Eishockeyspieler in seiner Heimatstadt bei den Espoo Blues, für die er in der Saison 1989/90 sein Debüt in der zweitklassigen I divisioona gab und mit denen er 1992 in die SM-liiga aufstieg. In der Saison 1994/95 spielte er für den amtierenden schwedischen Meister Malmö Redhawks in der Elitserien. Zuvor wurde er im NHL Entry Draft 1994 in der zehnten Runde als insgesamt 235. Spieler von den Florida Panthers ausgewählt, für die er allerdings nie spielte. Von 1995 bis 1997 spielte der Angreifer für Jokerit, mit dem er in der Saison 1995/96 und 1996/97 jeweils Finnischer Meister wurde, sowie 1996 den Europapokal gewann.
Nach einem Jahr bei den Espoo Blues stand Lehterä in der Saison 1998/99 für die Fort Wayne Komets in der International Hockey League auf dem Eis. Anschließend kehrte er in seine finnische Heimat zurück, wo er 2000 mit seinem Ex-Club Jokerit, sowie 2001 mit Tappara Tampere jeweils Vizemeister wurde. Es folgten je eine Spielzeit bei seinem Heimatclub Espoo Blues, sowie bei HPK Hämeenlinna, mit dem der Linksschütze 2003 den dritten Platz in der SM-liiga belegte, ehe er von 2003 bis 2005 in der russischen Superliga für Neftechimik Nischnekamsk auflief, wobei Lehterä die Saison 2004/05 in der Mestis beim HC Salamat, sowie in der Wysschaja Liga bei Torpedo Nischni Nowgorod beendete. 
Während der Saison 2005/06 spielte der Finne für den EHC Basel in der Schweizer Nationalliga A, sowie die Füchse Duisburg in der Deutschen Eishockey Liga, wobei beide Mannschaften erst im Vorjahr in die jeweilige Liga aufgestiegen waren. Seine Laufbahn beendete er nach 18 Jahren 2007 in der Schweizer Nationalliga A beim HC Ambrì-Piotta, sowie in der dänischen AL-Bank Ligaen bei Odense IK.
Zwischen 2011 und 2013 war Lehterä zunächst als Cheftrainer der U18-Mannschaft bei den Espoo Blues tätig, bevor er in Spielzeiten 2013/14 und 2014/15 die U20-Mannschaft trainierte. In der Saison 2015/16 stand der Finne als Assistenztrainer der Profimannschaft in der Liiga hinter der Bande. 
Seit ist er 2017 Cheftrainer von Saimaan Pallo aus der Liiga.

### International
Für Finnland nahm Lehterä an den U20-Junioren-Weltmeisterschaften 1991 und 1992 teil. Des Weiteren stand er im Aufgebot bei den Olympischen Winterspielen 1994 in Lillehammer, sowie bei der Weltmeisterschaft 1995.

## Erfolge und Auszeichnungen
| - 1992 Aufstieg in die SM-liiga mit den Espoo Blues - 1994 Fairster Spieler der SM-liiga - 1996 Europapokal-Gewinn mit Jokerit - 1996 Finnischer Meister mit Jokerit | - 1997 Finnischer Meister mit Jokerit - 2000 Finnischer Vizemeister mit Jokerit - 2001 Finnischer Vizemeister mit Tappara Tampere |

### International
- 1994 Bronzemedaille bei den Olympischen Winterspielen
- 1995 Goldmedaille bei der Weltmeisterschaft